# Toulouse FC (1937)
Acest articol este pentru clubul desființat. Pentru clubul actual Toulouse FC, vedeți Toulouse FC.
Toulouse Football Club a fost un club de fotbal francez, care a jucat în orașul Toulouse, Haute-Garonne. Echipa a fost fondată în 1937 și a fost desființată în 1967, după ce a fuzionat cu Red Star Olympique. Deși această echipă a avut același nume ca clubul actual al Toulouse, (Toulouse FC), aceste două echipe nu trebuie confundate. Ele nu sunt o continuare a celeilalte.

## Palmares
- Coupe de France în 1957
- Ligue 1 locul doi în 1955 (5 în 1960)
- Ligue 2 în 1953

## Toulouse în Europa
| Sezon   | Competiție            | Runda       | Țara    | Club           | Scor     |
| ------- | --------------------- | ----------- | ------- | -------------- | -------- |
| 1966/67 | Cupa Orașelor Târguri | Prima rundă | România | Dinamo Pitești | 3-0, 1-5 |

## Jucători notabili
- Aulis Rytkönen
- Edmond Baraffe
- Richard Boucher
- Pierre Cahuzac
- Lucien Laurent
- Lucien Muller
- Jean Petit
- René Pleimelding
- René Vignal
- Jean Wendling
- Bror Mellberg
- Vinko Golob

## Istoricul antrenorilor
- Pierre Cazal 1937-?
- Jean Batmale ?
- Giuseppe Zilizzi ?
- Henri Cammarata 1945-1947
- Edmond Enée 1947-1952
- Charles Nicolas 1952-1953
- Jules Bigot 1953-1958
- René Pleimelding 1958-1961
- Léon Deladerrière 1961-1964
- Kader Firoud 1964-1967